# Pat (Sänger)
Pat (* 8. August 1989 als Patrick Linneborn in Arnsberg) ist ein deutscher Partyschlagersänger.

## Musikalischer Werdegang

### Anfänge
Er wurde in Arnsberg geboren und wuchs in Sundern im Sauerland auf. Im Alter von sechs Jahren trat er im lokalen Karnevalsverein auf. Während seiner Schulzeit spielte er die Hauptrolle in mehreren Musical- und Theaterstücken. Vor seiner Gesangskarriere machte Linneborn einen Abschluss als Hotelkaufmann.
2009 kam es zu einem Rechtsstreit wegen der Benutzung des Namens „Ballermannboy“.

### Erste Verträge bei EMI und Telamo
2011 unterschrieb er einen Plattenvertrag bei EMI. Er veröffentlichte das Stück Dieses Lied ist nur für Dich. Seit 2013 arbeitet er mit Syndicate Music, den Produzenten Achim Kleist und Wolfgang von Webenau in München zusammen. Im gleichen Jahr kam es zu einem neuen Plattenvertrag bei der Plattenfirma Telamo. Hier veröffentlichte er mehrere Singles und 2014 sein erstes Album Absolut PAT. Bis November 2015 war er bei diesem Label unter Vertrag.
Anderthalb Jahre nach Vertragsbeendigung erschien im Juli 2017 das Best-of-Album Unbesiegbar – Das Beste bei Telamo.
Im Oktober 2015 erschien von Andy Luxx & Friends der Charity-Song Neue Wege gehen für misshandelte Kinder mit Achim Petry und Steirerbluat.

### Zusammenarbeit mit Fiesta Records (seit 2016)
Seit 2016 veröffentlicht er unter dem Label Fiesta Records.
Im Februar 2016 erschien die Single 3 Millionen Wünsche.
Ende September 2016 folgte die Single Unbesiegbar.
Im Oktober 2017 folgte die Single Diese geile Nacht.
Im Mai 2018 erschien mit Echte Liebe eine weitere Single mit dazugehörigen Musikvideo.
Am 2. November 2018 wurde die Weihnachtssingle Stille Nacht veröffentlicht, von der am 16. November auch ein Tanz-Mix erschien.
Am 18. Januar 2019 erschien die neue Single Dieser eine Augenblick, von der am 12. April 2019 der Mixmaster JJ Dance Mix erschien.
Sein Label Fiesta Records veröffentlichte am 7. Juni 2019 das Album Schlager Hits, eine Sammlung seiner Hits.
Am 13. September 2019 folgte mit Melodie die nächste Single-Veröffentlichung. Hierzu wurde erstmals seit Echte Liebe auch wieder ein Musikvideo gedreht.

## Auszeichnungen und Preise
- 2010: „Bester Schlagernewcomer des Jahres“ – Europäische Gesellschaft für Musik (EGFM)
- RTL WEST Contest „Schlagerhoffnung 2014“[5]
- Ballermann-Award 2016
- Ballermann-Award 2017
- Ballermann-Award 2018

## Diskografie

### Studioalben
| Jahr | Titel Musiklabel     | Anmerkungen                             |
| ---- | -------------------- | --------------------------------------- |
| 2014 | Absolut PAT Telamega | Erstveröffentlichung: 5. September 2014 |

### Kompilationen
| Jahr | Titel Musiklabel               | Anmerkungen                         |
| ---- | ------------------------------ | ----------------------------------- |
| 2017 | Unbesiegbar – Das Beste Telamo | Erstveröffentlichung: 21. Juli 2017 |
| 2019 | Schlager Hits Fiesta Records   | Erstveröffentlichung: 7. Juni 2019  |

### Singles
| Jahr | Titel Album                                                 | Anmerkungen                                                                                          |
| ---- | ----------------------------------------------------------- | --- |
| 2008 | Ibiza AbsolutPAT                                            | Erstveröffentlichung: 1. Dezember 2008                                                               |
| 2009 | Bungalow in Santa Nirgendwo Absolut PAT                     | Erstveröffentlichung: 1. April 2009                                                                  |
| 2009 | Jenseits von Eden Absolut PAT                               | Erstveröffentlichung: 25. September 2009                                                             |
| 2010 | Olé, wir werden Weltmeister! Schlager Hits                  | Erstveröffentlichung: 19. Februar 2010                                                               |
| 2010 | Das geht ab (Wir holen die Weltmeisterschaft) Schlager Hits | Erstveröffentlichung: 21. August 2010                                                                |
| 2010 | Horizont Absolut PAT                                        | Erstveröffentlichung: 27. August 2010                                                                |
| 2011 | Dieses Lied ist nur für Dich –                              | Erstveröffentlichung: 15. Juli 2011                                                                  |
| 2012 | Aus einer Träne wird kein Meer Absolut PAT                  | Erstveröffentlichung: 1. März 2012                                                                   |
| 2013 | Ohne Dich Absolut PAT                                       | Erstveröffentlichung: 28. März 2013                                                                  |
| 2013 | Wenn Du da bist Absolut PAT                                 | Erstveröffentlichung: 9. August 2013                                                                 |
| 2014 | Wenn Du kein Engel bist Absolut PAT                         | Erstveröffentlichung: 4. Juli 2014                                                                   |
| 2015 | Dieser Sommer wird heiß Unbesiegbar – Das Beste             | Erstveröffentlichung: 20. März 2015                                                                  |
| 2015 | Neue Wege gehen –                                           | Erstveröffentlichung: 30. Oktober 2015, von Andy Luxx mit Achim Petry, Steirerbluat, Gabriella Massa |
| 2016 | 3 Millionen Wünsche Unbesiegbar – Das Beste                 | Erstveröffentlichung: 26. Februar 2016                                                               |
| 2016 | Unbesiegbar Unbesiegbar – Das Beste                         | Erstveröffentlichung: 30. September 2016                                                             |
| 2017 | Diese geile Nacht Schlager Hits                             | Erstveröffentlichung: 20. Oktober 2017                                                               |
| 2018 | Pat HitMix / Pat MegaMix Schlager Hits                      | Erstveröffentlichung: 26. Januar 2018                                                                |
| 2018 | Echte Liebe Schlager Hits                                   | Erstveröffentlichung: 18. Mai 2018                                                                   |
| 2018 | Stille Nacht –                                              | Erstveröffentlichung: 2. November 2018                                                               |
| 2018 | Stille Nacht - Tanz Mix Schlager Hits                       | Erstveröffentlichung: 16. November 2018                                                              |
| 2019 | Dieser eine Augenblick Schlager Hits                        | Erstveröffentlichung: 18. Januar 2019                                                                |
| 2019 | Dieser eine Augenblick (Mixmaster JJ Dance Mix) –           | Erstveröffentlichung: 12. April 2019                                                                 |
| 2019 | Melodie –                                                   | Erstveröffentlichung: 13. September 2019                                                             |